# مستشفى المجانين: قصة مأساوية عن جنون العظمة والطب الحديث
مُستشفى المجانين: قصة مأساوية عن جنون العظمة والطب الحديث هو كتاب صدر عام 2005 من تأليف عالم الاجتماع النفسي أندرو سكل الذي يناقش عمل الطبيب النفسي المثير للجدل هنري كوتون في مستشفى ولاية ترينتون في نيوجيرسي في عشرينيات القرن الماضي.

أصبح كوتون مقتنعًا بأن الجنون هو في الأساس اضطراب سام وقام بإزالة أجزاء من الجسم جراحيًا لمحاولة تحسين الصحة العقلية. غالبًا ما يبدأ هذا بإزالة الأسنان واللوزتين :
تُعاني فتاة تبلغ من العمر 18 عامًا من الاكتئاب التهيجي، نُزعت أضراسها العلوية والسفلية على التوالي واسُتؤصلتاللوزتين بالإضافة لتصريف الجيوب الأنفية وعلاج عنق الرحم المُصاب، وإزالة الالتصاقات المعوية - كل ذلك دون إحداث تحسن في حالتها النفسية. ثم تم خلع ما تبقى من أسنانها وإعادتها إلى المنزل على أنها شُفيت.
يجادل سكل بأن هوس كوتون بالإنتان البؤري باعتباره السبب الجذري للمرض العقلي "استمر على الرغم من كل الأدلة التي تشير إلى عكس ذلك والوقوع المخيف للوفاة والأذى من العمليات التي بدأها". اجتذب نهج كوتون بعض المنتقدين، لكن المؤسسة الطبية في ذلك الوقت لم تتخلى عنه أو تؤدبه بشكل فعال.
وصف أحد المراجعين الكتاب أنه قطعة رائعة من البحث التاريخي ذي الصلة الحديثة، وأضاف أنه يجعل القراءة مقنعة.

## التعليقات
تمت مُراجعة الكتاب في خدمات الطب النفسي  ومجلة الأمراض العصبية والعقلية  ومجلة تاريخ الطب النفسي  والمجلة الطبية البريطانية ومجلة الجمعية الطبية الأمريكية ومجلة الجمعية الطبية الكندية ومجلة نيو إنغلاند الطبية ونشرة تاريخ الطب ومجلة تاريخ الطب والعلوم المرتبطة به ومجلة التاريخ الاجتماعي والمجلة الأمريكية التاريخية ولندن ريفيو أوف بوكس والملحق الأدبي للتايمز وصحيفة نيويورك تايمز ومنشورات أخرى.